# みうらじゅんのザ・チープ
『みうらじゅんのザ・チープ』は衛星劇場で2024年5月13日から放送しているテレビ番組。月に一度、新作を放映。衛星劇場は有料チャンネルであるが、この番組は無料放送されている。
『みうらじゅんのグレイト余生映画ショー in 日活ロマンポルノ』の実質的な後継番組である。

## 内容
加齢と共に必ずやってくる『老いるショック』に備え、その準備や対処法を講義するシニアに向けたCS（Culture Service〈カルチャーサービス〉）番組。みうらじゅんが教授役で講義を行い、ウクレレえいじが准教授役で老いるショックに備える実践編としてコントを行う。
番組名はプレッシャーは老いるショックの敵との考えから、『チープな考え休むに似たり』という格言が浮かび、『チープなものを取りあげることで、視聴者の方に休んでもらおう』との考えから。「ザ」がついた理由は、DAISOの前身「ザ・ダイソー」が、売り場に「ザ・木」等の表示をしており、そのときのワクワクを示したかったことによる。
2024年12月14日 22:30から第1回から第6回まで連続で再放送を行う。
2025年3月27日から衛星劇場 - YouTubeチャンネルにて#1～#4まで（2025年7月25日現在）配信。

## 出演
- みうらじゅん
- ウクレレえいじ（水夫の格好をしたマドロスえいじの名で出演）
- 田村健亮（ナレーター）

## 放送リスト

### 2024年
| 2024年放送 | 2024年放送 | 2024年放送       | 2024年放送          | 2024年放送    | 2024年放送                               |
| 回         | #          | テーマ           | 初回放送日          | 初回放送時間  | 備考                                     |
| ---------- | ---------- | ---------------- | ------------------- | ------------- | ---------------------------------------- |
| 1          | 1          | モナカ           | 2024年 5月13日      | 20:30 - 21:00 | 第1回は30分の特別拡大版 リピート放送あり |
| 2          | 2          | ソフビ           | 6月13日             | 13:15 - 13:30 | リピート放送あり                         |
| 3          | 3          | ヒゲラルキー     | 7月13日             | 12:45 - 13:00 | リピート放送あり                         |
| 4          | 4          | 拓本             | 8月13日（12日深夜） | 3:15 - 3:30   | リピート放送あり                         |
| 5          | 5          | ビニ本           | 9月13日             | 10:30 - 10:45 | リピート放送あり                         |
| 6          | 6          | 天狗             | 10月13日            | 13:45 - 14:00 | リピート放送あり                         |
| 7          | 7          | レーザーディスク | 11月13日            | 4:45 - 5:00   | リピート放送あり                         |
| 8          | 8          | 樹齢             | 12月13日            | 12:15 - 12:30 | リピート放送あり                         |

### 2025年
| 2025年放送 | 2025年放送 | 2025年放送                         | 2025年放送                 | 2025年放送    | 2025年放送       |
| 回         | #          | テーマ                             | 初回放送日                 | 初回放送時間  | 備考             |
| ---------- | ---------- | ---------------------------------- | -------------------------- | ------------- | ---------------- |
| 9          | 9          | セミ                               | 2025年 1月13日（12日深夜） | 2:45 - 3:00   | リピート放送あり |
| 10         | 10         | ラストテイク                       | 2月13日                    | 13:15 - 13:30 | リピート放送あり |
| 11         | 11         | 切手                               | 3月13日                    | 4:30 - 4:45   | リピート放送あり |
| 12         | 12         | 大人でおもちゃ                     | 4月14日                    | 18:15 - 18:30 | リピート放送あり |
| 13         | 13         | 終活                               | 6月13日                    | 20:15 - 20:30 | リピート放送あり |
| 14         | 14 前編    | タンスの肥やT（前編）              | 8月15日（14日深夜）        | 1:30 - 1:45   | リピート放送あり |
| 15         | 14 後編    | タンスの肥やT（後編） （放送予定） | 9月16日（15日深夜）        | 1:15 - 1:30   |                  |

## スタッフ
- 出演・構成：みうらじゅん[2]
- プロデューサー：荒木優二[2]
- ディレクター：本多克幸[2]
- 製作協力：みうらじゅん事務所[2]
- 製作著作：松竹ブロードキャスティング